# L'Adoration des mages (Bosch, New York)
Pour les articles homonymes, voir L'Adoration des mages (homonymie).
L'Adoration des mages est un tableau attribué à Jérôme Bosch, probablement réalisé autour de 1475 et conservé au Metropolitan Museum of Art de New York.
Une copie de qualité inférieure, datée du milieu du XVIe siècle, est conservée au musée Boijmans Van Beuningen de Rotterdam.

## Description
Le panneau est constitué de deux planches de chêne assemblées puis peintes à l'huile. Certaines parties (offrandes des mages, couverture sous la vierge à l'enfant, ailes de trois des anges) ont été exécutées à la feuille d'or.
Il représente l'adoration des mages conformément à l'iconographie médiévale, avec l'étoile de Bethléem, la vierge Marie et l'enfant Jésus, saint Joseph, et les trois rois mages symbolisant les continents connus à l'époque : l'Europe, avec le vieux mage blanc agenouillé au premier plan, l'Afrique avec le mage noir, et l'Asie avec le mage coiffé d'un turban. Trois bergers assistent à la scène.
Outre l'âne et le bœuf, absents des récits du Nouveau Testament mais incontournables dans les représentations médiévales, plusieurs animaux sont représentés, tels qu'un lévrier et plusieurs oiseaux, dont une chouette dissimulée dans l'ombre d'une petite ouverture presque cachée sous une sorte d'auvent. Ce rapace nocturne est présent dans plusieurs œuvres de Bosch, tels que l'Ecce homo de Francfort (v. 1475-1485), le volet gauche du Jardin des délices (v. 1495-1505), La Nef des fous (v. 1500-1510), Le Vagabond de Rotterdam (v. 1500-1510), le panneau central du Chariot de foin (v. 1510-1516), ainsi que dans plusieurs de ses dessins.
La scène a lieu devant la cour d'un bâtiment en ruine représenté selon une perspective très accentuée. Les personnages y sont disposés en avant du dais tendu par cinq anges.
L'arrière-plan est constitué d'un paysage verdoyant où l'on aperçoit un pont traversant une rivière, une ville et la mer ainsi que plusieurs personnages, notamment des bergers et des cavaliers.

## Historique
L'analyse dendrochronologique révèle que ce panneau a été peint au plus tôt en 1468.
À la fin du XIXe siècle, le tableau faisait partie de la collection de l'historien de l'art allemand Friedrich Lippmann, mort en 1903. Mis en vente par la maison Lepke à Berlin à la fin de l'année 1912, il est acquis grâce au legs de John Stewart Kennedy par le Metropolitan Museum, qui l'intègre à ses collections en 1913.
En 1951, le compositeur Gian Carlo Menotti s'est inspiré du tableau pour créer l'opéra Amahl and the Night Visitors.

## Attribution à Bosch
L'attribution à Jérôme Bosch, aujourd'hui généralement admise, a été contestée par plusieurs auteurs. Si certains types morphologiques ainsi que les détails du paysage semblent compatibles avec l'œuvre du maître, plusieurs éléments détonnent, tels qu'un dessin assez rigide, des contours cernés de noir absents des autres tableaux de Bosch, ou encore l'emploi de la feuille d'or, caractéristique du style gothique international. Cependant, étant donné le nombre restreint de peintures unanimement attribuées à Bosch (une vingtaine) ainsi que la datation de la plupart de celles-ci après 1490, l'hypothèse d'une réalisation autographe précoce, en amont de la période de maturité de l'artiste, n'est pas à exclure.

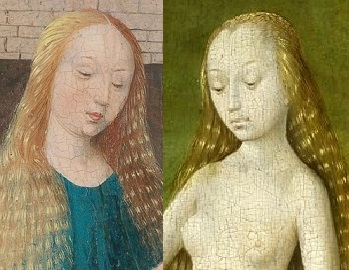
Comparaison de la Vierge (à gauche) à l'Ève du volet gauche du Jardin des délices (à droite).
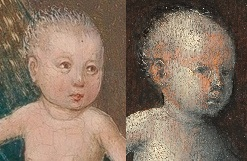
Comparaison de l'enfant Jésus (à gauche) à l'enfant peint au revers du Portement de croix de Vienne (à droite).

Dès 1912, l'Adoration Lippmann est en effet considérée comme une œuvre de jeunesse de Bosch. Cette attribution est cependant mise en doute à partir de 1937 par Charles de Tolnay, qui y voit un pastiche archaïsant du XVIe siècle. Les travaux scientifiques menés à l'occasion des expositions de Rotterdam (2001) et de Bois-le-Duc (2016), qui prennent notamment en compte les hachures du dessin sous-jacent, font aujourd'hui pencher la plupart des spécialistes en faveur de l'hypothèse d'attribution initiale.
Frédéric Elsig a quant à lui proposé d'y voir une production de l'atelier d'Anthonius van Aken, père de Jérôme Bosch.

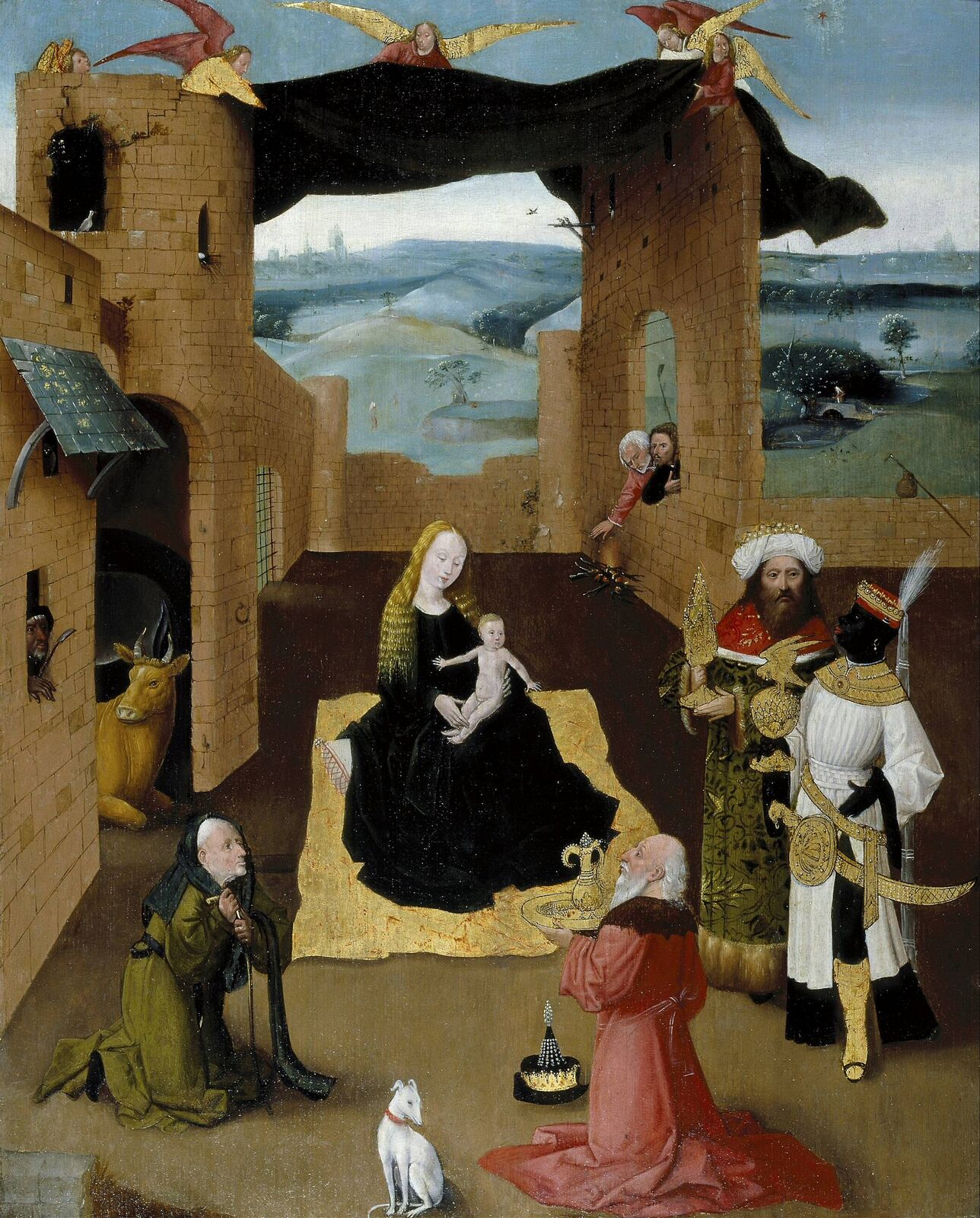
Copie du musée Boijmans Van Beuningen de Rotterdam (milieu du XVIe siècle).